# Maricopa (Californie)
Pour les articles homonymes, voir Maricopa.
Maricopa est une municipalité rurale du comté de Kern en Californie du sud, située au sud-ouest de la Vallée de San Joaquin. Sa population était de 1 111 habitants en 2000. La ville contient une station d'essence, une auberge et une petite école. Sa superficie est de 3,9 km2.
La ville est située à l'ouest du champ pétrolifère de Midway-Sunset.

## Démographie
| 1920  | 1930  | 1940 | 1950 | 1960 | 1970 |
| ----- | ----- | ---- | ---- | ---- | ---- |
| 1 121 | 1 071 | 670  | 800  | 648  | 740  |

| 1980 | 1990  | 2000  | 2010  | - | - |
| ---- | ----- | ----- | ----- | - | - |
| 946  | 1 193 | 1 111 | 1 154 | - | - |